# Roninho
Ronald Mateus da Silva, meglio noto con lo pseudonimo Roninho (Varginha, 4 aprile 1987), è un giocatore di calcio a 5 brasiliano naturalizzato georgiano.

## Carriera
Originario del Minas Gerais, gioca nella Liga solamente una stagione sportiva prima di trasferirsi nel campionato georgiano per militare nell'Iberia Star. Con i georgiani ha conquistato tre campionati nazionali vincendo inoltre per due volte la classifica dei marcatori. In seguito ha giocato nei campionati azero, ucraino, francese, bielorusso, cipriota e belga vincendo diversi titoli nazionali e disputando più volte la UEFA Champions League. Sposato con la georgiana Ketevan Sikharulidze, Roninho ha ricevuto la cittadinanza del paese caucasico nel 2012, accettando di giocare per la nazionale georgiana. Dieci anni più tardi figura tra i convocati per il campionato europeo 2022 che segna il debutto della Georgia nel massimo torneo continentale.

## Palmarès
- Campionato georgiano: 3
Iberia Star: 2008-09, 2009-10, 2010-11
- Campionato azero: 1
Araz Naxçıvan: 2011-12
- Coppa di Cipro: 1
AEL Limassol 2016-17
- Campionato ucraino: 3
Prodeksim: 2017-18, 2018-19, 2019-20